# Llibre de Song
El Llibre de Song (xinès tradicional: 宋書, xinès simplificat: 宋书, pinyin: Sòng Shū), també anomenat "La Història dels Song", és un text històric de la Dinastia Liu Song de les Dinasties del Sud de la Xina. Abasta la història d'entre el 420 i el 479, i és una de les Vint-i-quatre Històries, un recull tradicional dels registres històrics. Va ser escrit per Shen Yue de la Dinastia Liang (502-557) i contenia 100 volums en el moment en què va ser escrit. En l'època de la Dinastia Song, alguns volums ja s'havien perdut. Més tard, els editors van reconstruir eixos volums agafant material de la Història de les Dinasties del Sud, a més d'algunes obres com la Historieta de Gao de Gao Jun, encara que molts dels volums ja no hi estaven en el seu estat original.